# 2024年亞洲冬季棒球聯盟
2024年亞洲冬季棒球聯盟（英語：Asia Winter Baseball League 2024），是由中華職棒大聯盟所主辦的第九屆亞洲冬季棒球聯盟賽事，本屆賽事共有二個國家（五支隊伍）參賽，分別是來自台灣的隊伍，以中華職棒組成的台灣山林及台灣海洋參賽；另外是來自日本的隊伍，以日本職棒組成紅隊和白隊及日本社會人參賽，最終由日職白隊拿下本屆賽事的總冠軍。

## 賽制
- 自2024年11月23日起：每週七日皆有比賽，全季共44場賽事（包含四強賽、季軍賽、冠軍賽，每支球隊在例行賽將各出賽十六場）；同一球場1日2場比賽日間賽事為12:05，晚場賽事為18:05。
- 例行賽：依勝率決定名次，勝率相同時依對戰勝敗（多勝者贏）、對戰失分率（率低者贏）、例行賽失分率（率低者贏）及例行賽得分（多者贏）等次序比較決定名次。
- 季後賽：由例行賽第二名對例行賽第三名、例行賽第一名對例行賽第四名，敗者兩隊爭奪季軍、勝者兩隊爭奪冠軍。
- 季軍賽及冠軍賽：由例行賽排名較高者為後攻。
- 四強賽、季軍賽：若和局或因不可抗力因素而無法進行，則例行賽排名在前者獲勝。
- 冠軍賽：若正規九局無法分出勝負，則進入延長賽，無和局；若因不可抗力因素而無法進行，則例行賽排名在前者獲勝。

## 各隊登錄球員

### 台灣山林
總教練：高志綱（統一）
教練團：賴泊凱（統一）、朱元勤（統一）、林偉（統一）、莊景賀（統一）、鄭錡鴻（中信）
　　　　林知譽（樂天）、洪聖欽（樂天）
投　手：鄭副豪（統一）、林易霆（統一）、鄭鈞仁（統一）、鍾允華（統一）、姚杰宏（統一）
　　　　林原裕（統一）、馮皓（中信）、黃弘毅（中信）、鄧朝駿（中信）、游竣宥（中信）
　　　　林展樟（中信）、舒治浩（樂天）、洪敏暘（樂天）、賴知頎（樂天）、賴胤豪（樂天）
　　　　李家明（樂天）、林華偉（樂天）、黃士齊（台啤）
捕　手：張翔（統一）、陳統恩（中信）、毛英傑（樂天）、宋嘉翔（樂天）
內野手：何恆佑（統一）、楊竣翔（統一）、張士綸（中信）、李勛傑（樂天）、曾冠傑（樂天）
　　　　林志綱（中信）、鄭宗哲（海盜3A）
外野手：羅暐捷（統一）、陳維祥（統一）、黃鈞麟（中信）、劉貴元（中信）、邱鑫（樂天）
　　　　何品室融（樂天）、王威倫（台啤）
※備註1：由中信兄弟、統一7-ELEVEn獅、樂天桃猿三支中職隊伍組成。

※備註2：原入選的中信兄弟投手林展樟因傷退出，改由樂天桃猿投手洪敏暘遞補。

※備註3：新增成員統一7-ELEVEn獅投手林原裕、中信兄弟內野手林志綱、匹茲堡海盜3A內野手鄭宗哲。

※備註4：林原裕為遞補因大專賽事暫時離隊的王威倫，鄭宗哲預計只打6場賽事。

※備註5：樂天桃猿捕手宋嘉翔兵役離隊、樂天桃猿投手林華偉手肘不適退出，分別由樂天桃猿捕手毛英傑、樂天桃猿投手賴知頎遞補。

### 台灣海洋
總教練：鄧蒔陽（台鋼）
教練團：林大展（台鋼）、橫田久則（台鋼）、邱俊文（台鋼）、鄭漢禮（台鋼）、林正豐（富邦）
　　　　高孝儀（味全）、吳宗峻（味全）
投　手：林詩翔（台鋼）、謝葆錡（台鋼）、曾奕翔（台鋼）、黃子豪（台鋼）、張誠恩（台鋼）
　　　　郭俞延（台鋼）、陳宇宏（台鋼）、林育辰（富邦）、林旺熙（富邦）、林栚呈（富邦）
　　　　郭泰呈（富邦）、鄭亦軒（味全）、張鈞守（味全）、姚恩多（味全）、林柏佑（味全）
　　　　林萬益（台啤）　
捕　手：全浩瑋（味全）、豊暐（富邦）、陳世嘉（台鋼）
內野手：林澤彬（富邦）、林岳谷（富邦）、陳愷佑（富邦）、陽念祖（味全）、李展毅（味全）
　　　　拿莫．伊漾（味全）、陳飛霖（台鋼）、顏郁軒（台鋼）、黃劼希（台鋼）、范育銓（台啤）
外野手：林莛淯（富邦）、紀慶然（台鋼）、張祐嘉（味全）、冉承霖（味全）
※備註1：由味全龍、富邦悍將、台鋼雄鷹三支中職隊伍組成。

※備註2：原入選的味全龍內野手拿莫．伊漾因球團另行指派參加澳洲棒球聯盟賽事而退出，改由味全龍內野手李展毅遞補。

※備註3：但拿莫．伊漾仍於賽事期間重新加入並出賽。

※備註4：新增成員台鋼雄鷹內野手黃劼希。
※備註5：原入選的台鋼雄鷹投手曾奕翔於賽事期間因傷退出，改由台鋼雄鷹投手陳宇宏遞補。

### 日職紅隊
總教練：森浩之（軟銀）
教練團：李杜軒（軟銀）、釜元豪（軟銀）、奥村政稔（軟銀）、福田永将（中日）、八木快（橫濱）
投　手：風間球打（軟銀）、木村大成（軟銀）、星野恒太朗（軟銀）、田中怜利ハモンド（軟銀）
　　　　藤田淳平（軟銀）、水口創太（軟銀）、宮﨑颯（軟銀）、飛田悠成（軟銀）、椎葉剛（阪神）
　　　　津田淳哉（阪神）、今野瑠斗（橫濱）、野中天翔（中日）、森山暁生（中日）
捕　手：味谷大誠（中日）、石橋康太（中日）、盛島稜大（軟銀）、日渡騰輝（中日）
內野手：山下恭吾（軟銀）、戸井零士（阪神）、小笠原蒼（橫濱）、高見澤郁魅（橫濱）
　　　　津田啓史（中日）、辻本倫太郎（中日）
外野手：大泉周也（軟銀）、重松凱人（軟銀）、福島圭音（阪神）、武田陸玖（橫濱）、尾田剛樹（中日）
※備註1：由福岡軟銀鷹、阪神虎、橫濱DeNA海灣之星、中日龍四支日職隊伍組成。

※備註2：原入選的中日龍捕手山浅龍之介因傷退出，改由中日龍捕手日渡騰輝遞補。

### 日職白隊
總教練：安藤強（巨人）
教練團：野上亮磨（巨人）、吉川大幾（巨人）、松井佑介（歐力士）、飯田大祐（歐力士）
　　　　榎田大樹（西武）、土橋勝征（養樂多）
投　手：三浦克也（巨人）、田村朋輝（巨人）、森本哲星（巨人）、鴨打瑛二（巨人）、松井颯（巨人）
　　　　大江海透（歐力士）、芦田丈飛（歐力士）、佐藤一磨（歐力士）、山田陽翔（西武）、黒田将矢（西武）
　　　　山下輝（養樂多）、石原勇輝（養樂多）
捕　手：大津綾也（巨人）、堀柊那（歐力士）、中川拓真（養樂多）
內野手：内藤鵬（歐力士）、横山聖哉（歐力士）、中田歩夢（巨人）、北村流音（巨人）
　　　　西村瑠伊斗（養樂多）、伊藤琉偉（養樂多）、村田怜音（西武）
外野手：笹原操希（巨人）、三塚琉生（巨人）、杉澤龍（歐力士）、日隈モンテル（西武）
※備註1：由讀賣巨人、歐力士猛牛、埼玉西武獅、東京養樂多燕子四支日職隊伍組成。

※備註2：原入選的埼玉西武獅外野手奥村光一因傷退出。

### 日本社會人
總教練：川口朋保（三菱自動車工業）
教練團：杉浦正則（日本生命保險）、玉野武知（TDK）、山田幸二郎（大阪ガス）、加藤徹（日鉄テクノロジー）
投　手：有本雄大（ヤマハ）、遠藤慎也（日本新薬）、大宮隆寛（大阪ガス）、村上大芽（北海道瓦斯）、谷脇弘起（日本生命）
　　　　後藤凌寿（トヨタ自動車）、松田賢大（VITAL-NET）、田中大成（四国銀行）、笠井建吾（三菱自動車岡崎）
捕　手：揚村彰斗（日本製鉄鹿島）、有馬諒（ENEOS）、池間大智（東海理化）、小山翔暉（パナソニック）
內野手：山田拓也（東芝）、山﨑大輝（JR東海）、熊田任洋（トヨタ自動車）、松浦佑星（ENEOS）、髙橋隆慶（JR東日本）
　　　　田浦由亮（ミキハウス）、浦林祐佑（JR東日本東北）、今里凌（日本製鉄鹿島）、武藤健司（東海理化）
　　　　土井克也（JFE西日本）、髙田幸汰（日本生命）　
外野手：松井惇（日本製鉄室蘭シャークス）、山本卓弥（Honda熊本）、戸田航史（JR西日本）、吉川海斗（日立製作所）
　　　　三上竜誠（七十七銀行）、浦和博（パナソニック）

## 例行賽成績
| 排名 | 隊伍       | 應賽 | 已賽 | 勝 | 敗 | 和 | 勝率 | 勝差 |
| ---- | ---------- | ---- | ---- | -- | -- | -- | ---- | ---- |
| 1    | 日本社會人 | 16   | 16   | 11 | 3  | 2  | .786 | –    |
| 2    | 日職白隊   | 16   | 16   | 7  | 5  | 4  | .583 | 3.0  |
| 3    | 台灣山林   | 16   | 16   | 8  | 6  | 2  | .571 | 3.0  |
| 4    | 台灣海洋   | 16   | 16   | 6  | 9  | 1  | .400 | 5.5  |
| 5    | 日職紅隊   | 16   | 16   | 3  | 12 | 1  | .200 | 8.5  |

## 季後賽成績
- 數字代表為隊伍得分

|  | 四強賽 | 四強賽     | 四強賽 |          |     | 冠軍賽     | 冠軍賽   | 冠軍賽 |  |
|  |        |            |        |          |     |            |          |        |  |
|  | 1      | 日本社會人 | 9      |          |     |            |          |        |  |
|  | 1      | 日本社會人 | 9      |          |     |            |          |        |  |
|  | 4      | 台灣海洋   | 1      |          |     |            |          |        |  |
|  | 4      | 台灣海洋   | 1      |          | 2nd | 日本社會人 | 1        |        |  |
|  |        |            |        |          | 2nd | 日本社會人 | 1        |        |  |
|  |        |            | 1st    | 日職白隊 | 3   |            |          |        |  |
|  | 2      | 日職白隊   | 1st    | 日職白隊 | 3   | 3          |          |        |  |
|  | 2      | 日職白隊   |        |          |     | 3          |          |        |  |
|  | 3      | 台灣山林   | 3      |          |     | 季軍賽     | 季軍賽   | 季軍賽 |  |
|  | 3      | 台灣山林   | 3      |          |     |            |          |        |  |
|  |        |            |        |          |     |            |          |        |  |
|  |        |            |        |          |     | 4th        | 台灣海洋 | 5      |  |
|  |        |            |        |          |     | 4th        | 台灣海洋 | 5      |  |
|  |        |            |        |          |     | 3rd        | 台灣山林 | 9      |  |

### 四強賽[9][10]
| 台灣山林                                                                               | 0 | 0 | 0 | 0 | 0 | 3 | 0 | 0 | 0 | 3 | 3 | 1 |
| 日職白隊                                                                               | 0 | 2 | 0 | 0 | 1 | 0 | 0 | 0 | X | 3 | 8 | 1 |
| 全壘打： 台灣山林：無 日職白隊：無 觀眾人數： 2,234人 比賽時間：2小時41分鐘 比賽總記錄 |   |   |   |   |   |   |   |   |   |   |   |   |

| 台灣海洋 | 0 | 0 | 0 | 0 | 0 | 0 | 1 | 0 | 0 | 1 | 4  | 3 |
| 日本社會人 | 1 | 1 | 4 | 3 | 0 | 0 | 0 | 0 | X | 9 | 11 | 0 |
| 勝投： 松田賢大 敗投： 郭俞延 全壘打： 台灣海洋：無 日本社會人：無 觀眾人數： 2,290人 比賽時間：2小時42分鐘 比賽總記錄 |   |   |   |   |   |   |   |   |   |   |    |   |

### 季軍賽[11]
| 台灣海洋 | 0 | 0 | 1 | 0 | 4 | 0 | 0 | 0 | 0 | 5 | 7  | 1 |
| 台灣山林 | 3 | 1 | 5 | 0 | 0 | 0 | 0 | 0 | X | 9 | 11 | 0 |
| 勝投： 林易霆 敗投： 黃子豪 全壘打： 台灣海洋：無 台灣山林：無 觀眾人數： 2,366人 比賽時間：2小時54分鐘 比賽總記錄 |   |   |   |   |   |   |   |   |   |   |    |   |

### 冠軍賽[12]
| 日職白隊 | 0 | 0 | 0 | 0 | 1 | 2 | 0 | 0 | 0 | 3 | 8 | 0 |
| 日本社會人 | 0 | 0 | 0 | 0 | 0 | 0 | 0 | 0 | 1 | 1 | 3 | 1 |
| 勝投： 鴨打瑛二 敗投： 後藤凌寿 救援成功： 田村朋輝 全壘打： 日職白隊：無 日本社會人：無 觀眾人數： 2,203人 比賽時間：2小時33分鐘 比賽總記錄 |   |   |   |   |   |   |   |   |   |   |   |   |

## 最終排名
| 排名 | 隊伍       |
| ---- | ---------- |
|      | 日職白隊   |
|      | 日本社會人 |
|      | 台灣山林   |
| 4    | 台灣海洋   |
| 5    | 日職紅隊   |

## 獎項

### 個人獎項
| 獎項     | 球員     | 所屬球隊   |
| -------- | -------- | ---------- |
| 打擊王   | 戸田航史 | 日本社會人 |
| 打點王   | 山本卓弥 | 日本社會人 |
| 全壘打王 | 山本卓弥 | 日本社會人 |
| 安打王   | 羅暐捷   | 台灣山林   |
| 盜壘王   | 福島圭音 | 日職紅隊   |
| 勝投王   | 笠井建吾 | 日本社會人 |
| 防禦率王 | 大宮隆寛 | 日本社會人 |
| 救援王   | 鄭鈞仁   | 台灣山林   |
| 中繼王   | 三浦克也 | 日職白隊   |
| 三振王   | 谷脇弘起 | 日本社會人 |

## 外部連結
- 2024年亞洲冬季棒球聯盟在台灣棒球維基館上的頁面（繁體中文）
- 亞洲冬季棒球聯盟官方網站 （页面存档备份，存于）